# Amadou Ba

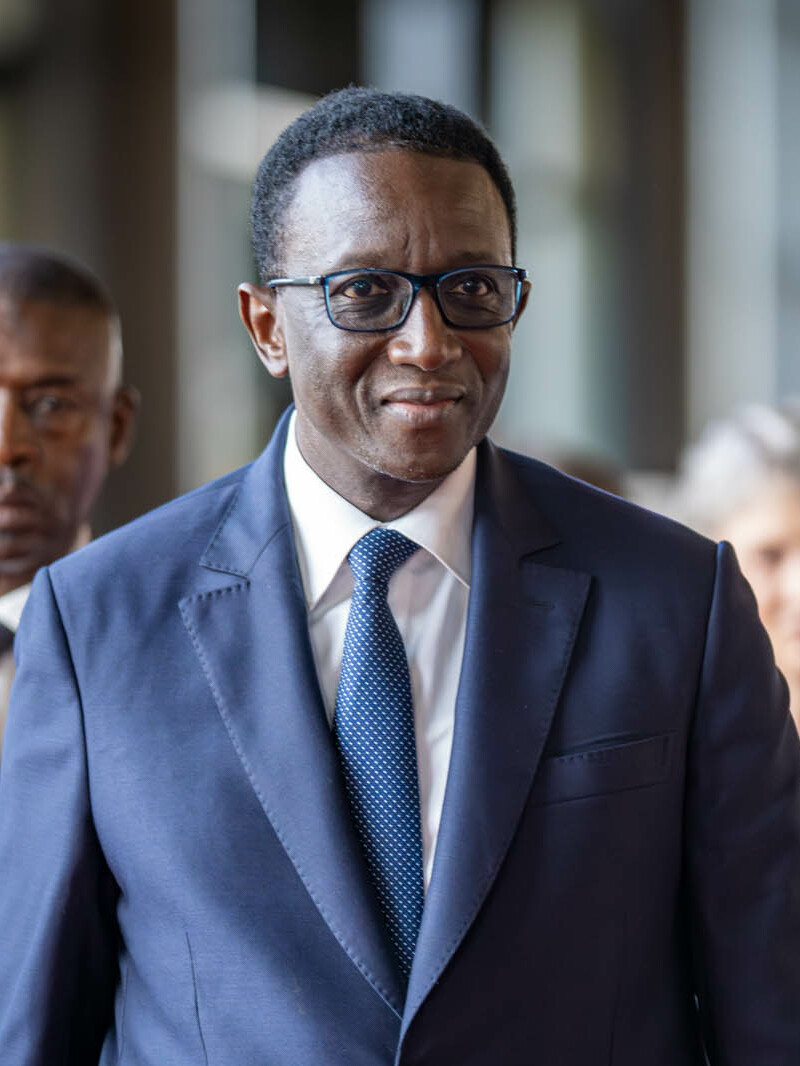
Amadou Ba (2023)

Amadou Ba (* 17. Mai 1961 in Dakar) ist ein senegalesischer Politiker und Beamter. Er war von 17. September 2022 bis 6. März 2024 Premierminister des Senegal. Von 2019 bis 2020 war er Außenminister Senegals. Von 2013 bis 2019 war er Minister für Finanzen und Wirtschaft.

## Karriere
Nach einem Bachelor in Betriebswirtschaftslehre im Jahr 1980 erwarb er einen Master in Wirtschaftswissenschaften mit dem Schwerpunkt Unternehmensführung und 1988 ein Prüfzeugnis der École nationale d’administration, wo er sich auf Steuerrecht spezialisierte. 1989 war er Inspektoranwärter in Diourbel und anschließend Chefinspektor für Mehrwertsteuer bei der Generaldirektion für Steuern und Domänen (DGID) in Dakar. 1991 bildete er sich durch zwei Praktika weiter, und zwar am Institut international d'administration publique in Paris und in Baltimore. In den 1990er Jahren lehrte Ba auch selbst an der École nationale d’administration.
Nach einer weiteren Ausbildung im Jahr 2001 an der École nationale des impôts in Clermont-Ferrand wurde Ba im Jahr 2002 Leiter des Zentrums für Großunternehmen in der Steuerdirektion. Im Jahr 2004 war er ein Jahr lang Direktor der Steuerabteilung. Im November desselben Jahres wurde er zum Generaldirektor für Steuern und Grundbesitz ernannt.
Als Aminata Touré am 2. September 2013 Premierministerin wurde, wurde Ba zum Minister für Finanzen und Wirtschaft ernannt und löste damit Amadou Kane ab. Von 2019 bis 2020 war er Außenminister des Senegal unter Staatspräsident Macky Sall. Bei den Wahlen zur Nationalversammlung 2022 wurde Ba auf der Liste des präsidialen Bündnisses Unis par l’espoir zum Abgeordneten der Nationalversammlung gewählt. Nach Wiedereinführung des Amtes eines Premierministers wurde er am 17. September 2022 erster Amtsinhaber und Leiter des neuen Kabinetts, was ihn dazu zwang, sein Abgeordnetenmandat niederzulegen. Am 9. September 2023 wurde er, kurz vor einer Regierungsumbildung, von Präsident Macky Sall als Kandidat für die Koalition Benno Bokk Yakaar (BBY) für die Präsidentschaftswahl 2024 ausgewählt. Mit knapp 36 Prozent der Stimmen erreichte er bei dieser Wahl im März 2024 den zweiten Platz hinter Bassirou Diomaye Faye, der zum neuen Präsidenten des Landes wurde. Ba erkannte seine Niederlage an und gratulierte dem Wahlsieger.

## Persönliches
Ba ist verheiratet und Vater von drei Kindern.